# Distretto di Rupnagar
Il distretto di Rupnagar è un distretto del Punjab, in India, di 1 110 000 abitanti. È situato nella divisione di Patiala e il suo capoluogo è Rupnagar.